# Derambila pellucida
Derambila pellucida är en fjärilsart som beskrevs av Holloway 1979. Derambila pellucida ingår i släktet Derambila och familjen mätare. Inga underarter finns listade i Catalogue of Life.